# Villariès
Villariès è un comune francese di 835 abitanti situato nel dipartimento dell'Alta Garonna nella regione dell'Occitania.

## Società

### Evoluzione demografica
Abitanti censiti

## Monumenti

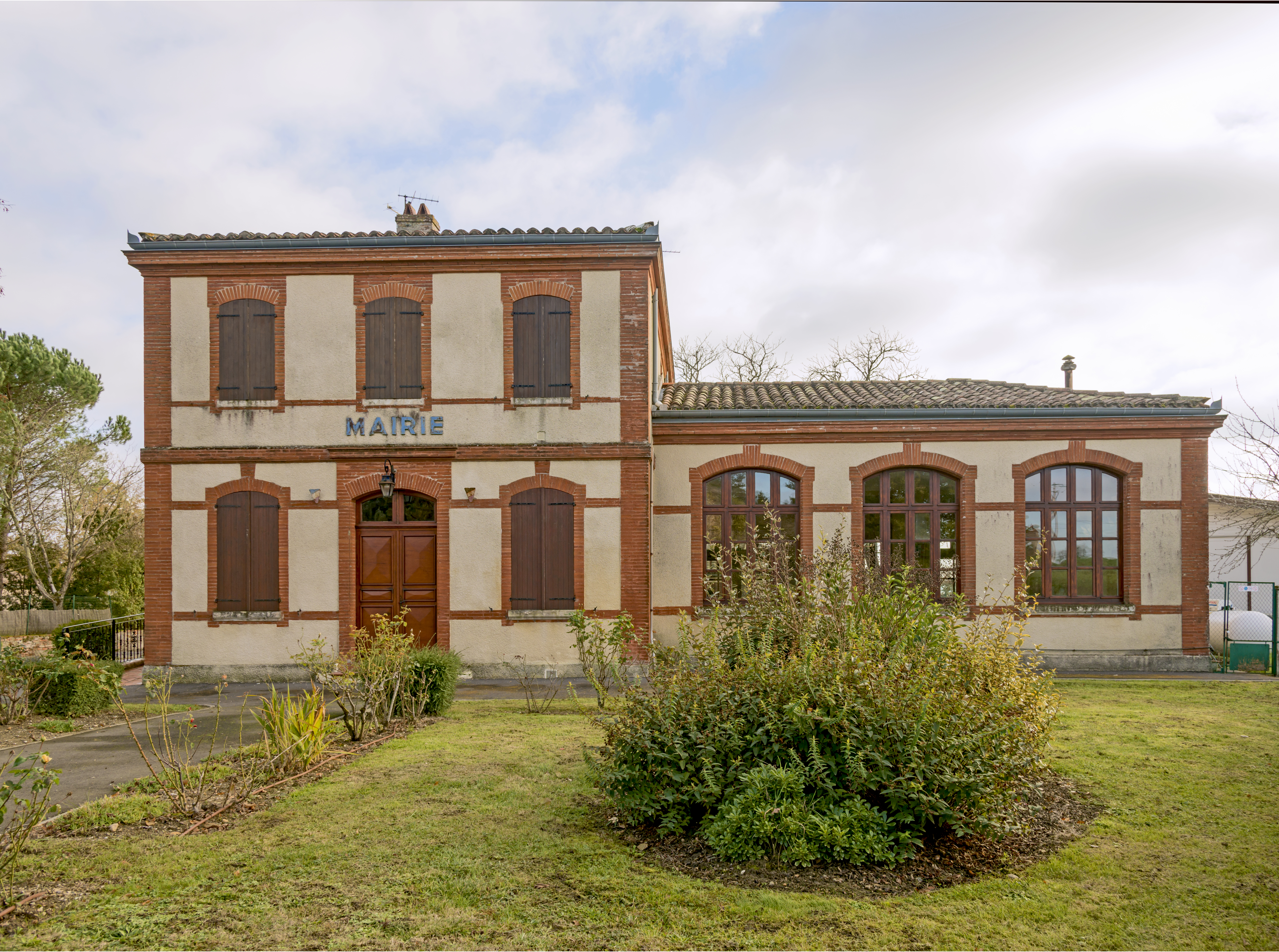
El municipio
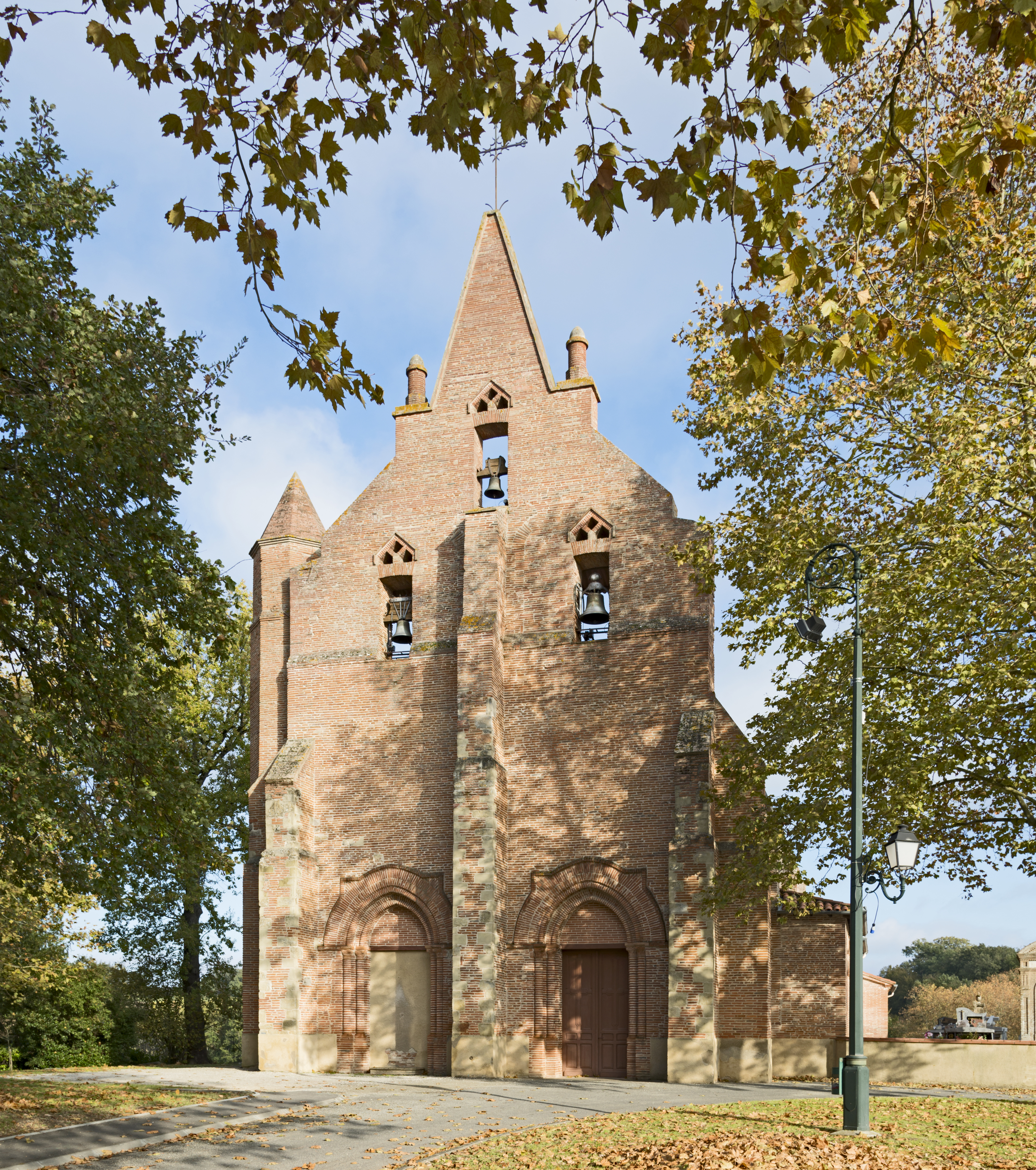
La Chiesa